# Школа Фонтенбло

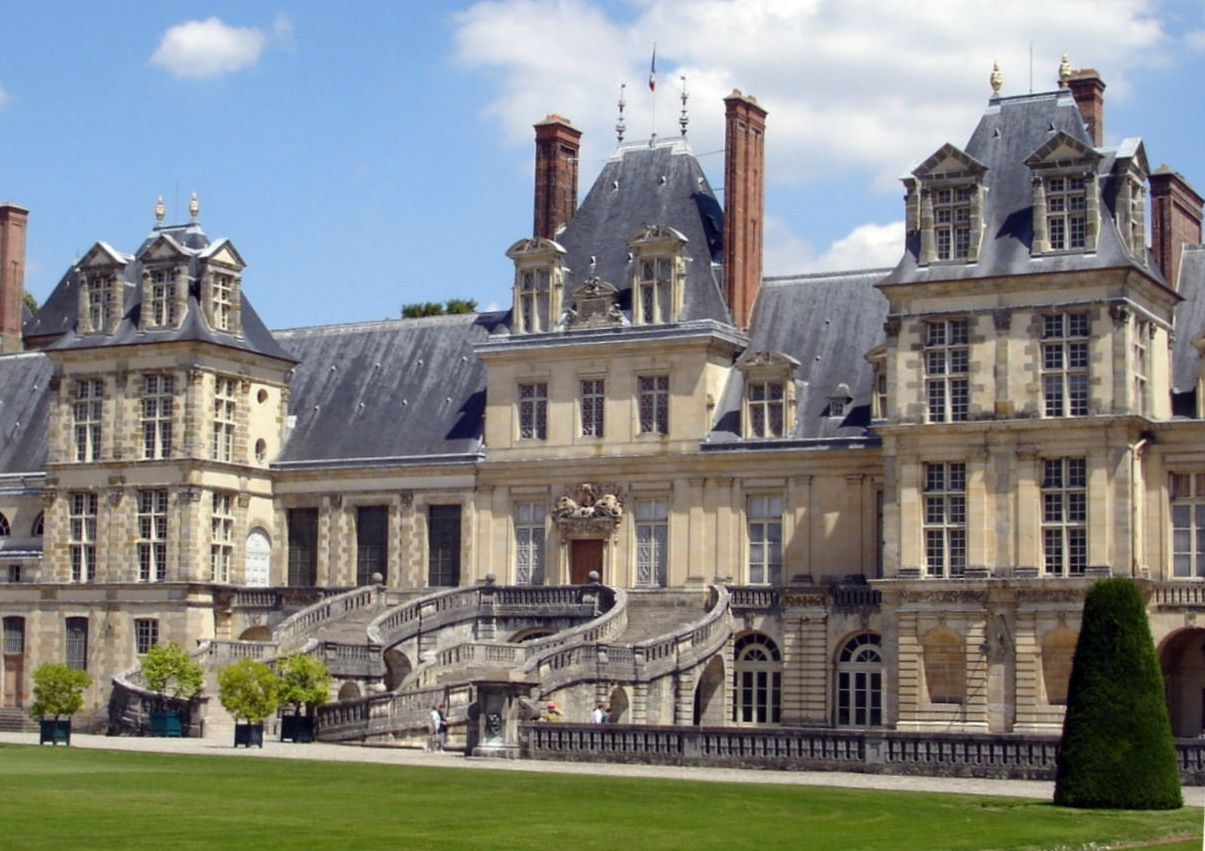
Замок Фонтенбло

 Школа Фонтенбло — загальна назва мистецького угруповання, яке працювало за замовленнями королів Франції XVI століття — на початку XVII і базувалась в майстернях замку Фонтенбло. Виконувало замовлення в різних галузях мистецтва — від живопису і архітектури до гравюр і аррасів.

## Класифікація
Мистецтвознавці умовно розподіляють діяльність школи на два періоди, між якими відстань приблизно у 15 років:
- Перша школа Фонтенбло.
- Друга школа Фонтенбло.

Як типовий центр маньєризму, школа Фонтенбло мала аристократичне спрямування, зорієнтована на придворні, недемократичні смаки.

### Перша школа Фонтенбло.

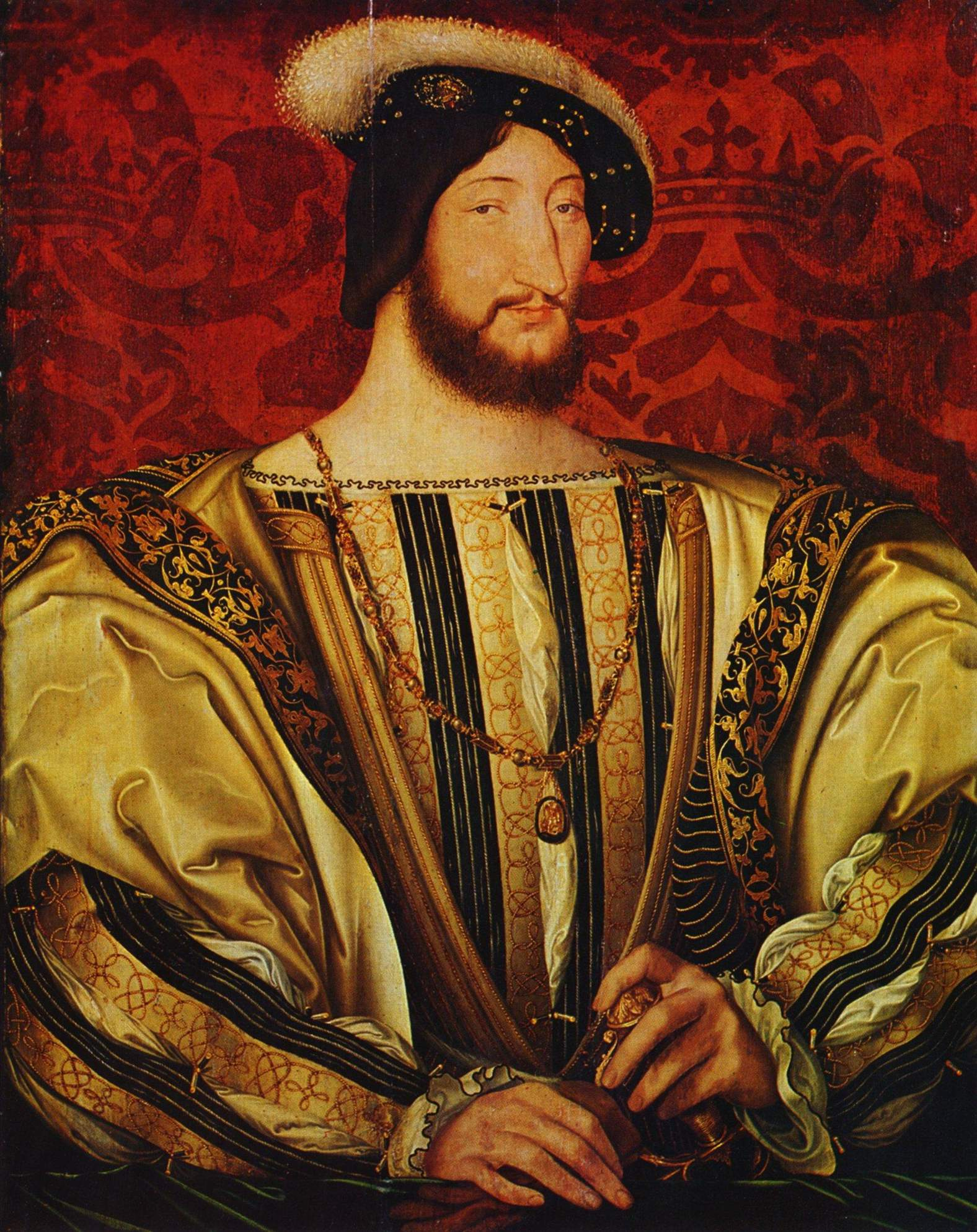
Худ. Жан Клуе.Франциск I, 1525 рік, Лувр, Париж.

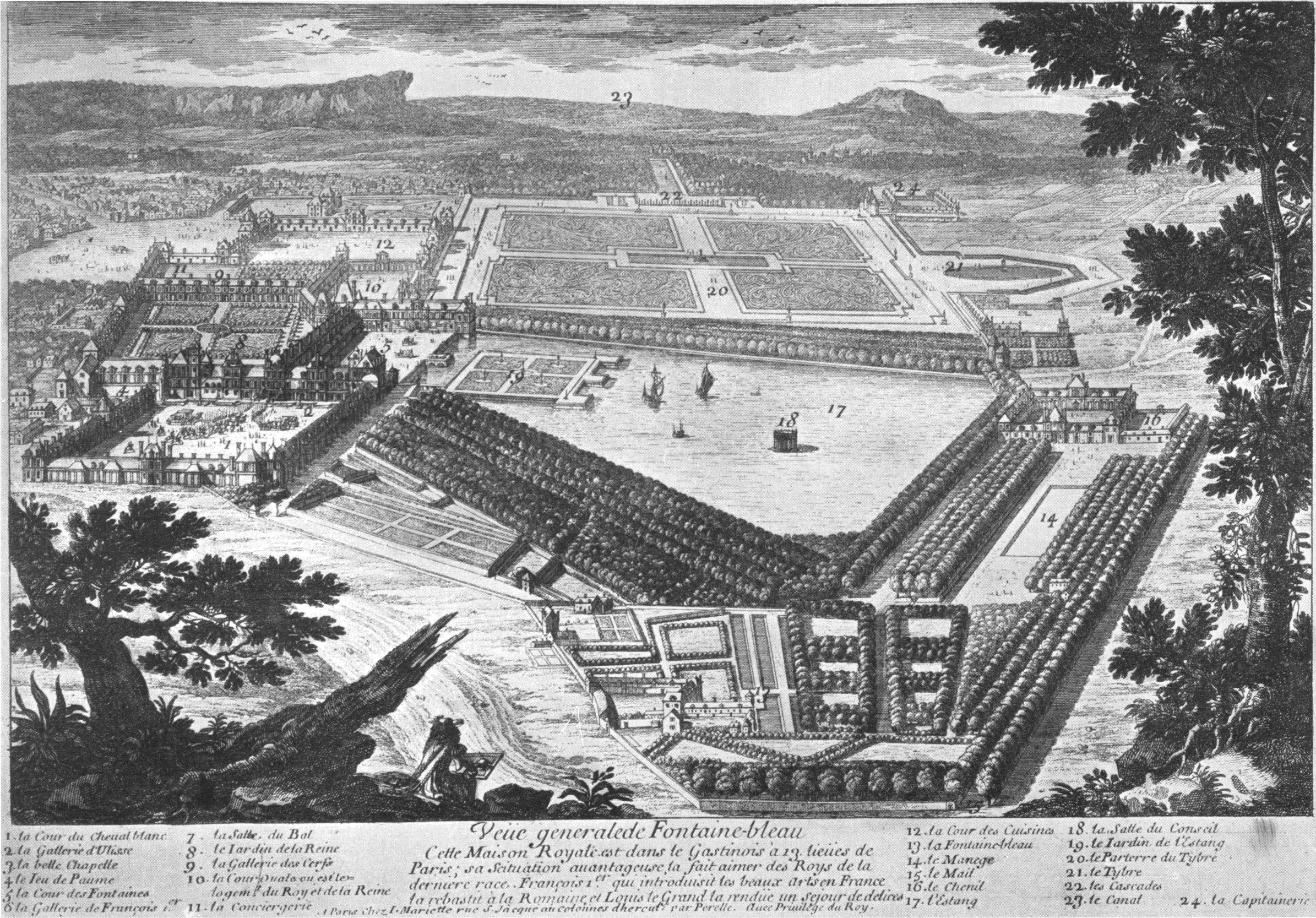
Сади і споруди Фонтенбло, гравюра 17 століття

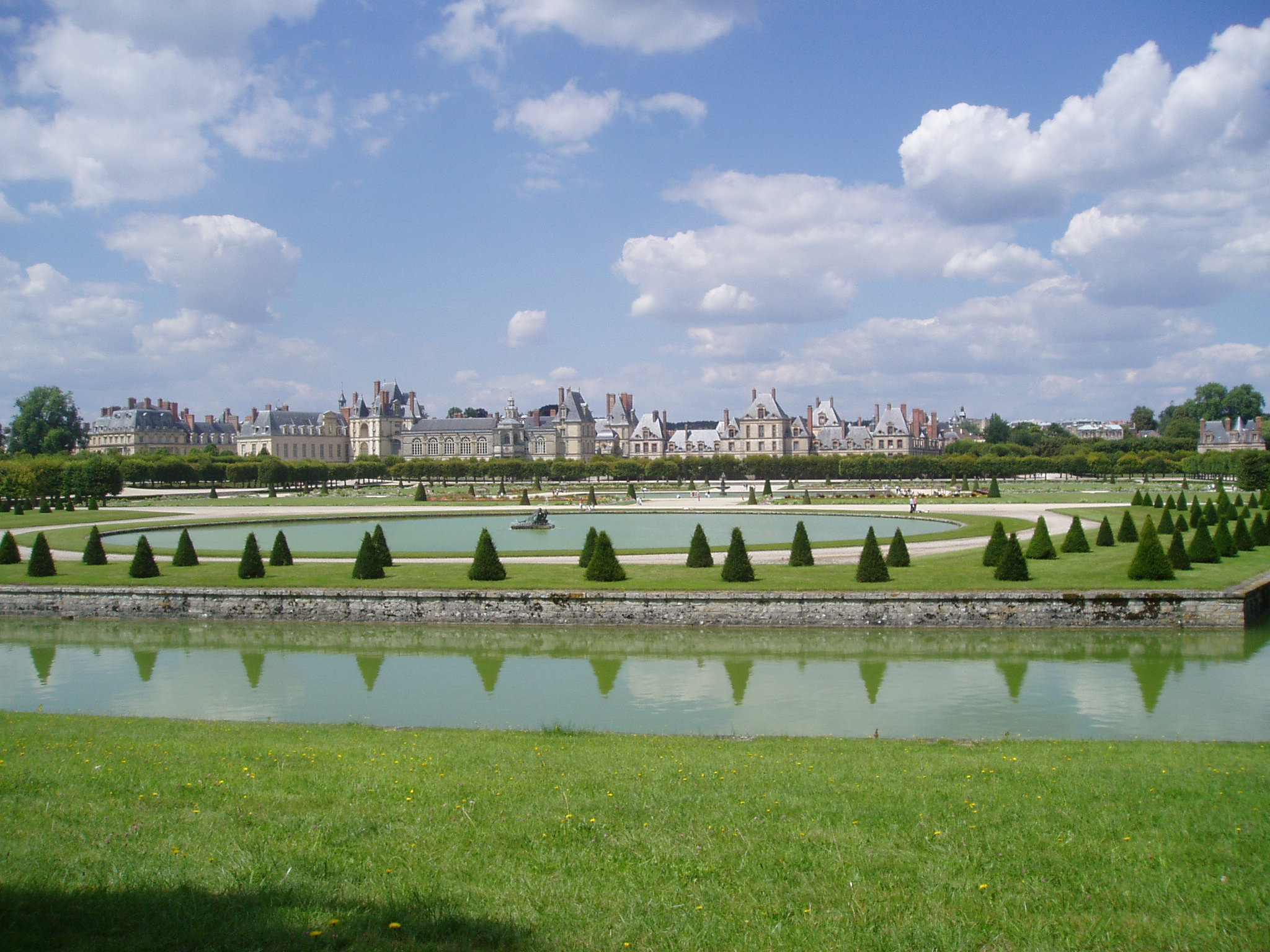
Сади Фонтенбло у 2005 році після реставрації.

Вона існувала в 1530-1570 роках. Засновником школи став король Франції Франциск I. Ще у 1528 році він запросив до королівської резиденції Фонтенбло відомих жудожників і ремісників, різних за національністю і обдаруванням — італійців, голландців, фламандців, французів. З 1530 року всі вони почали працювати під керівництвом італійця Россо Фьорентино, представника італійського маньєризму . Через 10 років ( в зв'язку зі смертю Россо у 1540 році ) король призначив керівником іншого італійського маньєриста — Приматіччо. Завданням було зрівняти королівську резиденцію Фонтенбло з уславленими магнатськими резиденціями того часу в Мантуї, Флоренції, Мілані. Від першої школи фонтенбло в замку збережено лише будівлі і галерею Франциска І.
Представники першої школи Фонтенбло виконали великий обсяг робіт і в архітектурі, і в живопису, в скульптурі, в створенні предметів декоративно-ужиткового мистецтва, парадних королівських обладунків і зброї тощо. Майстрам першої школи Фонтенбло ще була притаманна універсальність. Тому вони віртуозно працювали як з коштовними матеріалами (золото, срібло), так і з дешевими. З майстерень Фонтенбло виходили як коштовні ювелірні вироби для королівської родини, так і захисні обладунки для лицарів і коней. Серед представників першої школи Фонтенбло 
- Бенвенуто Челліні (1500—1571)
- Джакомо да Віньола (1507—1573 )
- Себастьяно Серліо (1475—1554 )
- Нікколо дель Аббате (1509-1571 )
- Корнеліс Кетель (1548—1616)

### Друга школа Фонтенбло
Релігійні війни у Франціїв 1584–1595 році і сладність з призначеннями нового короля обумовили занепад першої школи Фонтенбло, а королівська резиденція була покинута і зазнала руйнацій (зникли Бальна зала, королівська спальня, салон герцогині д'Етамп, галерея Одісея тощо).
Пожвавлення прийшло з обранням королем Генріха Наварського. Він повернув Фонтенбло статус королівської резиденції і наказав реставрувати замок. До резиденції знову запросили майстрів, де переважали лише французи і фламандці (Амбруаз Дюбуа з Антверпена, Туссен Дюбрей, Антуан Карон, Мартен Фреміне з Парижу, низка відомих ремісників). Мартен Фреміне створив стінописи каплиці Св. Трійці (1606-–1616 рр.), що збережені донині на відміну від павільйону Поезії, який зруйнували у 1703 році.

### Значення школи Фонтенбло

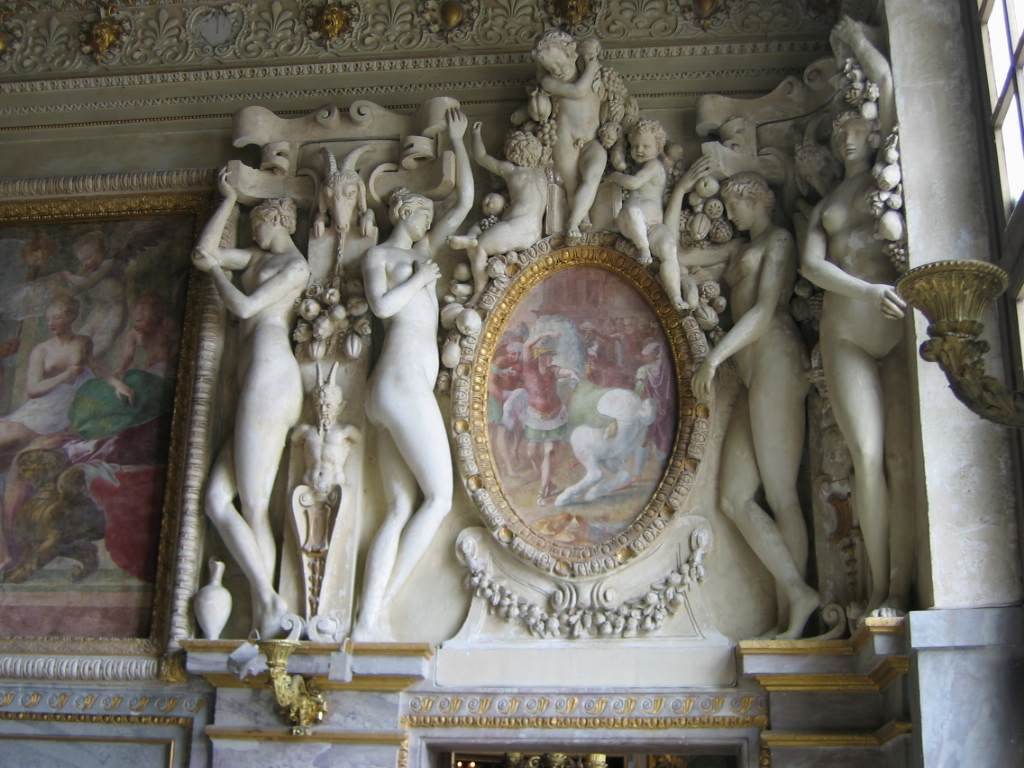
Декоративні оздоби галереї

Мистецький спадок школи Фонтенбло мав потужний вплив на розвиток і розквіт французької національної культури, а також культури північних країн Європи. Митцям Франції і інших північних країн були добре відомі сюжети стінописів Фонтенбло, бо гравер Рене Буайє задокументував працю Россо Фьорентіно в замку. До XX століття дійшло 240 його гравюр. Були відомі і скульптури замку, з яких робили численні копії з бронзи і глини (теракота). Пізніше широко світом розійшлися і витвори декоративно-ужиткового мистецтва школи Фонтенбло, які зберігають
- Національна пінакотека, Болонья
- Метрополітен-музей, Нью-Йорк,
- Лувр, Париж
- Музей красних мистецтв, Руан,
- Ермітаж, Петербург,
- Державний історичний музей (Москва)
- Національний музей, Краків
- Національна галерея мистецтва, Вашингтон
- Галерея Уффіці, Флоренція
- Галерея Боргезе, Рим,
- Художньо-історичний музей, Відень тощо.

### Фонтенбло, галерея Франциска І

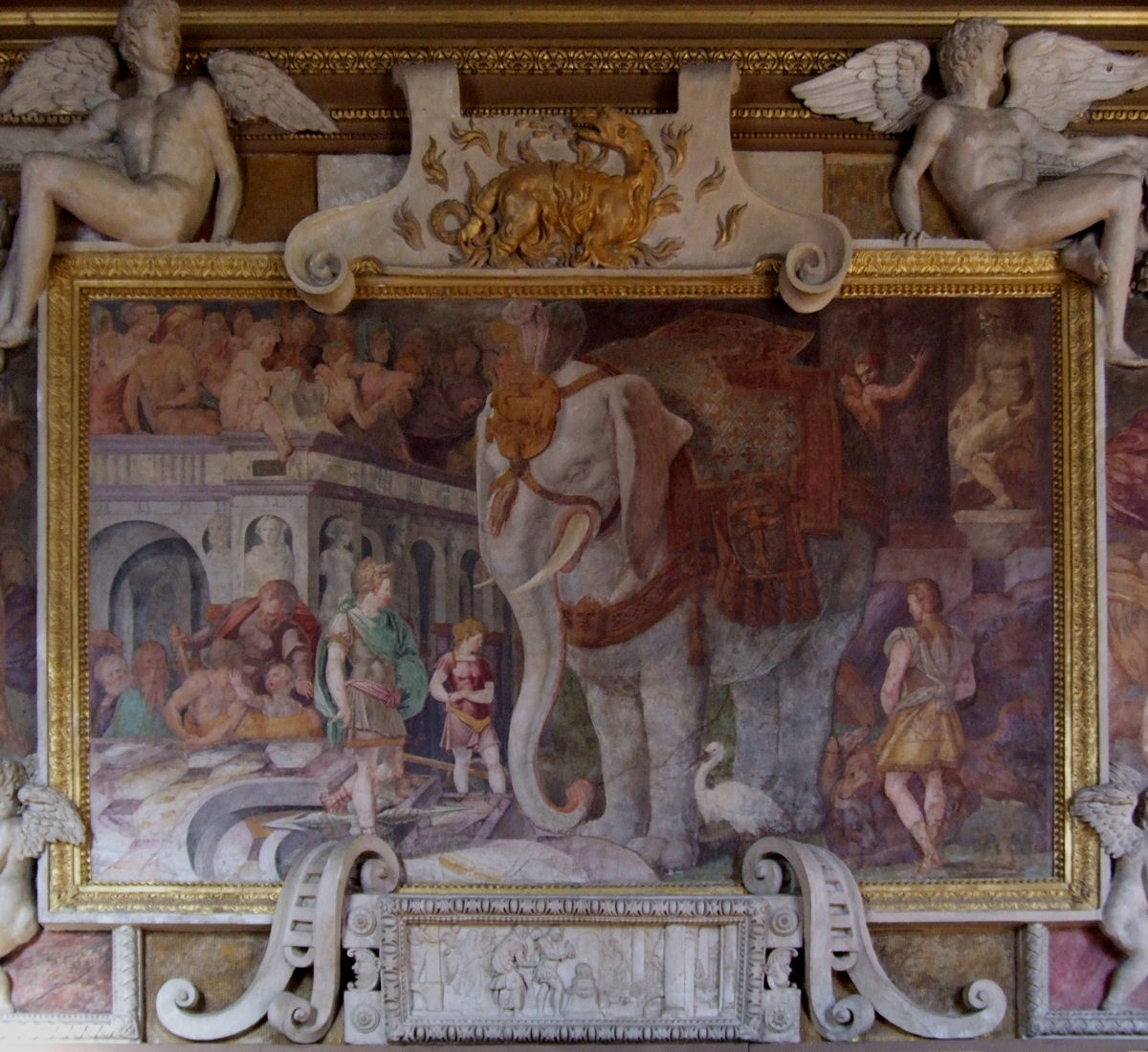
Оздоби галереї №1, Слон
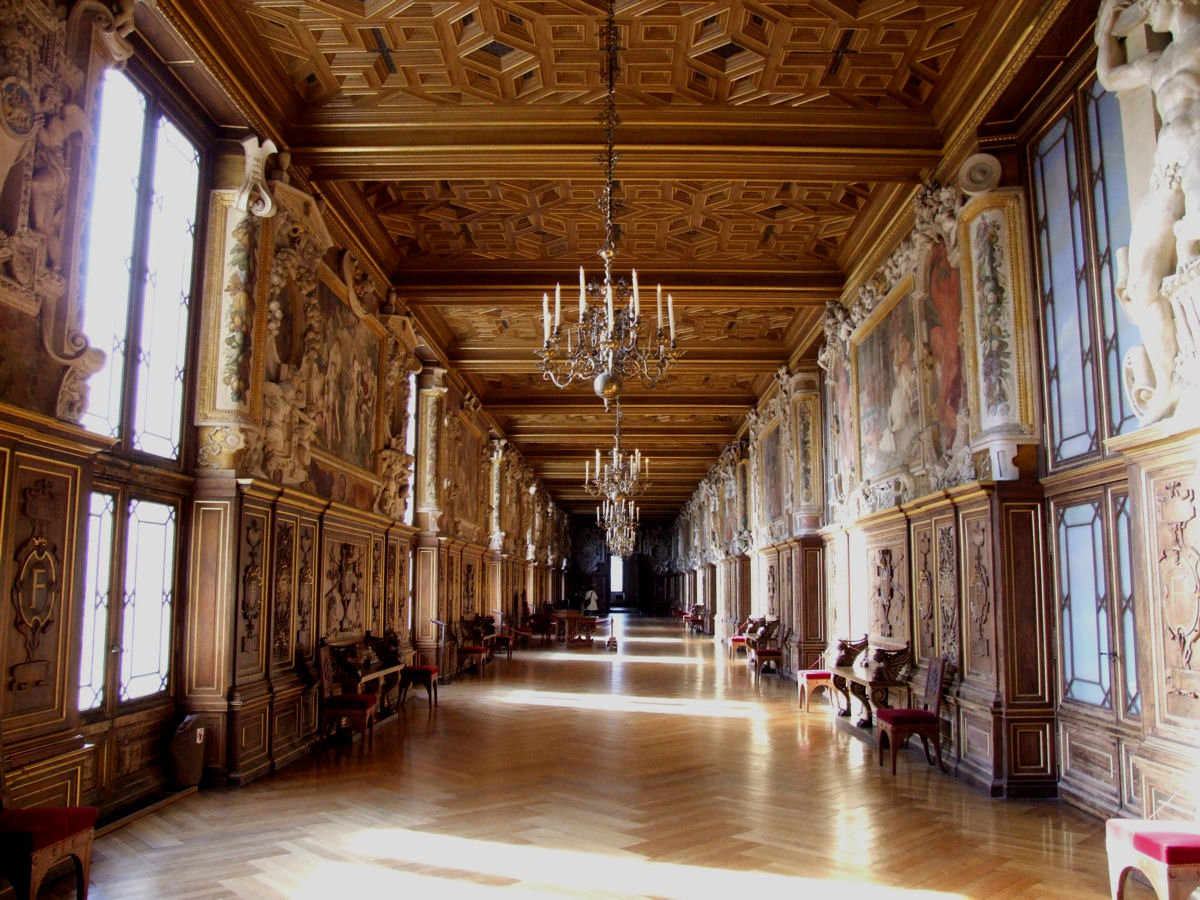
Галерея на 2007 рік
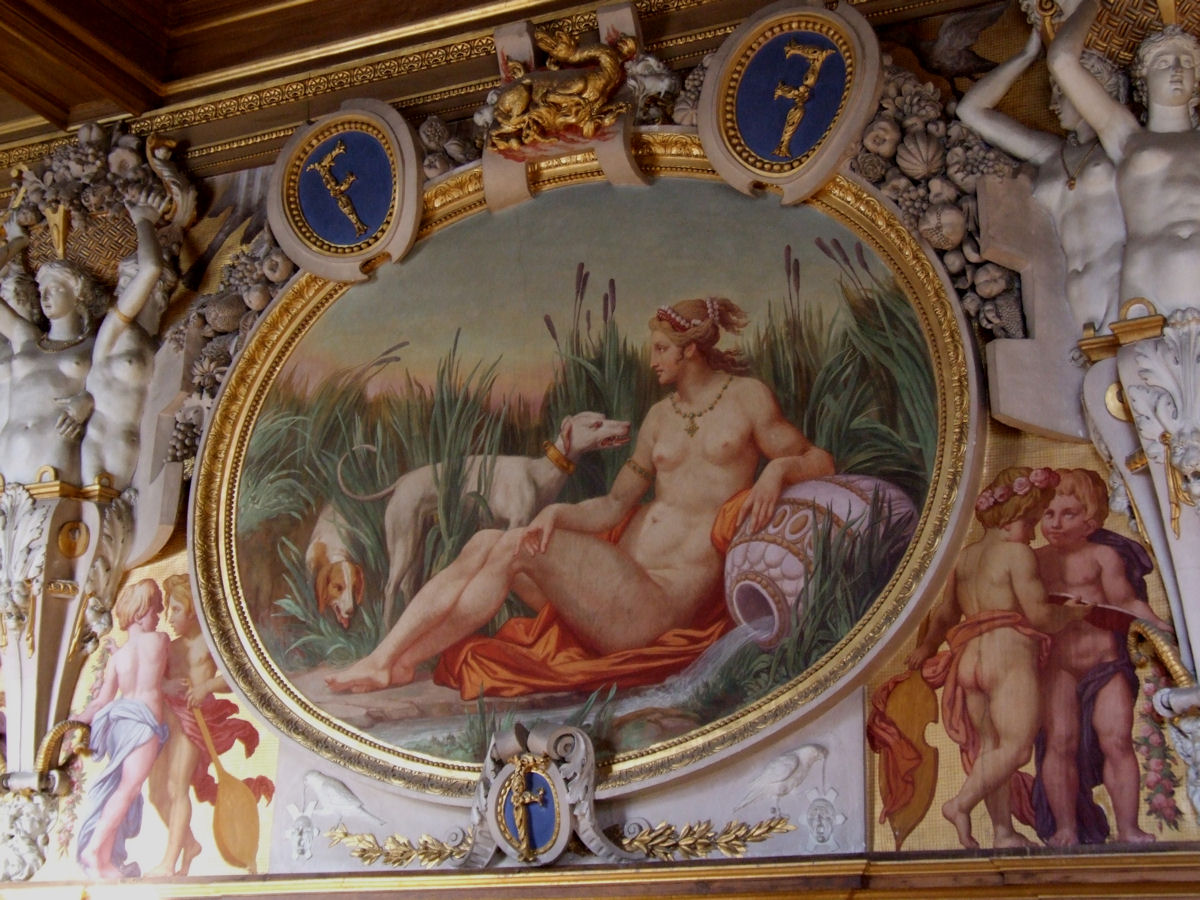
Оздоби галереї №2, Алегорія річки

### Еротичний живопис школи Фонтенбло
Для живопису школи фонтенбло, особливо другого періоду, характерні відмова від релігійних композицій, еротизм, холодність в відтворенні емоцій, холодні колористичні гами.

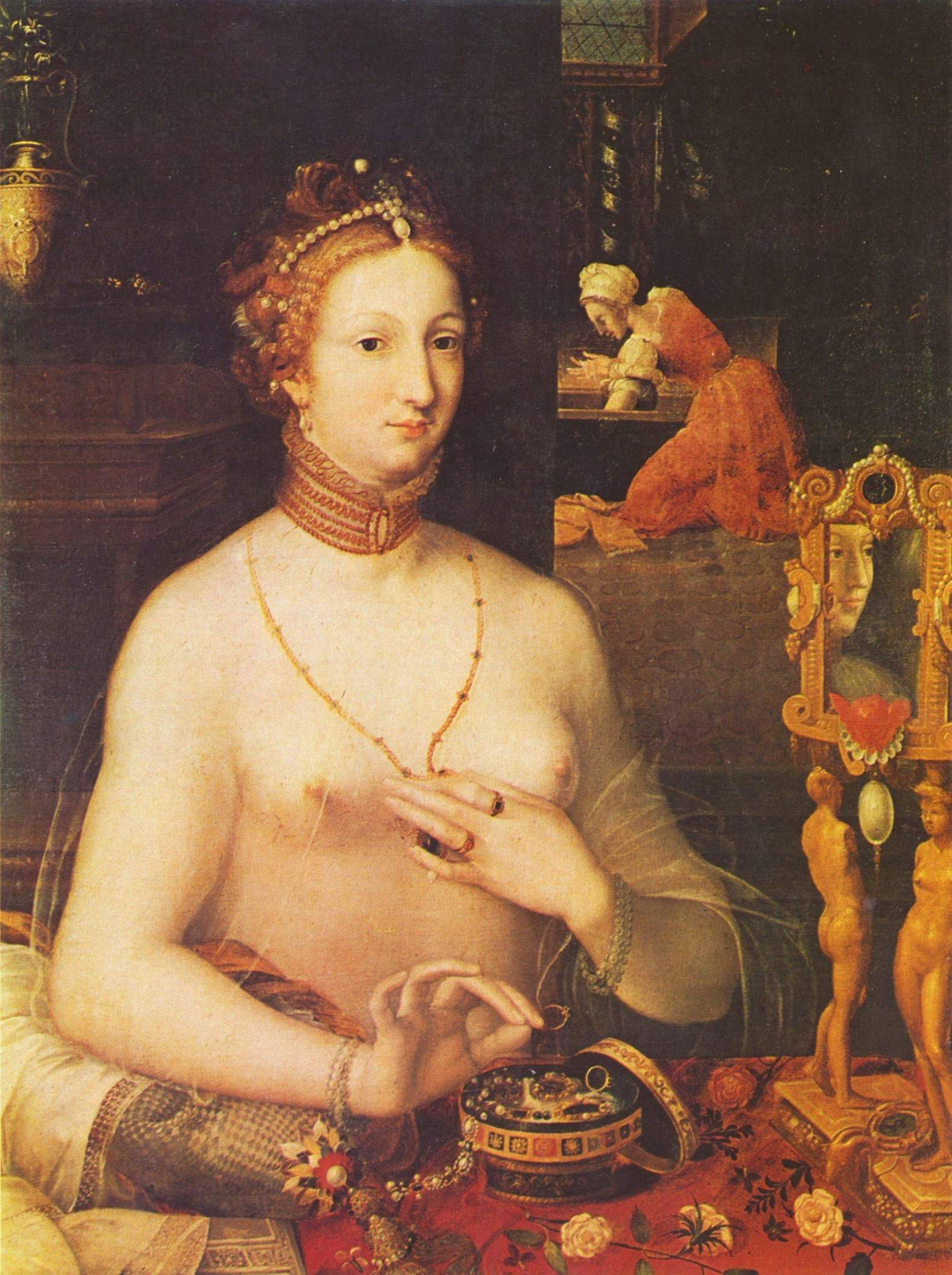
Дама біля дзеркала, місто Діжон
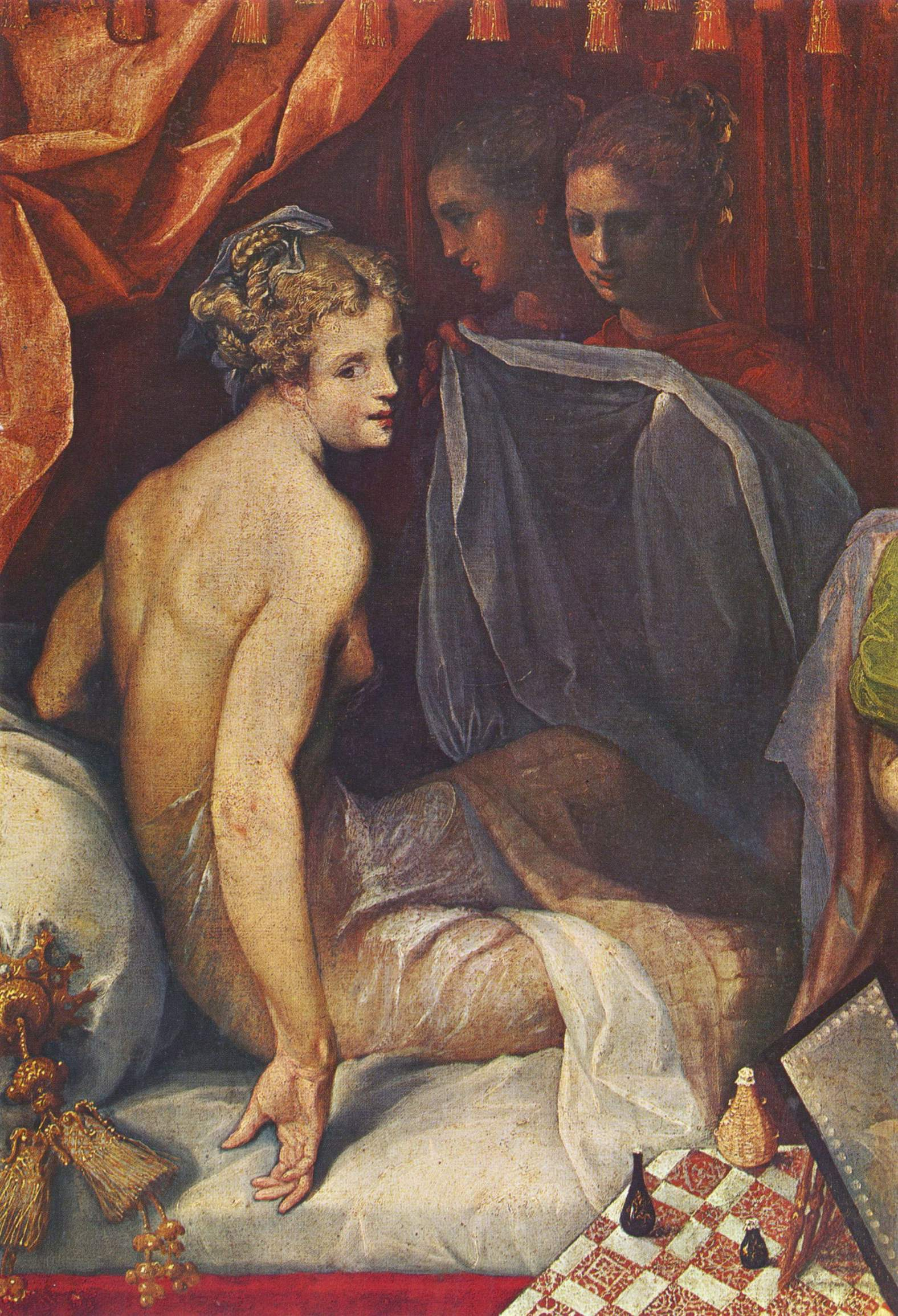
Фрагмент картини майстра школи Фонтенбло, Лувр.
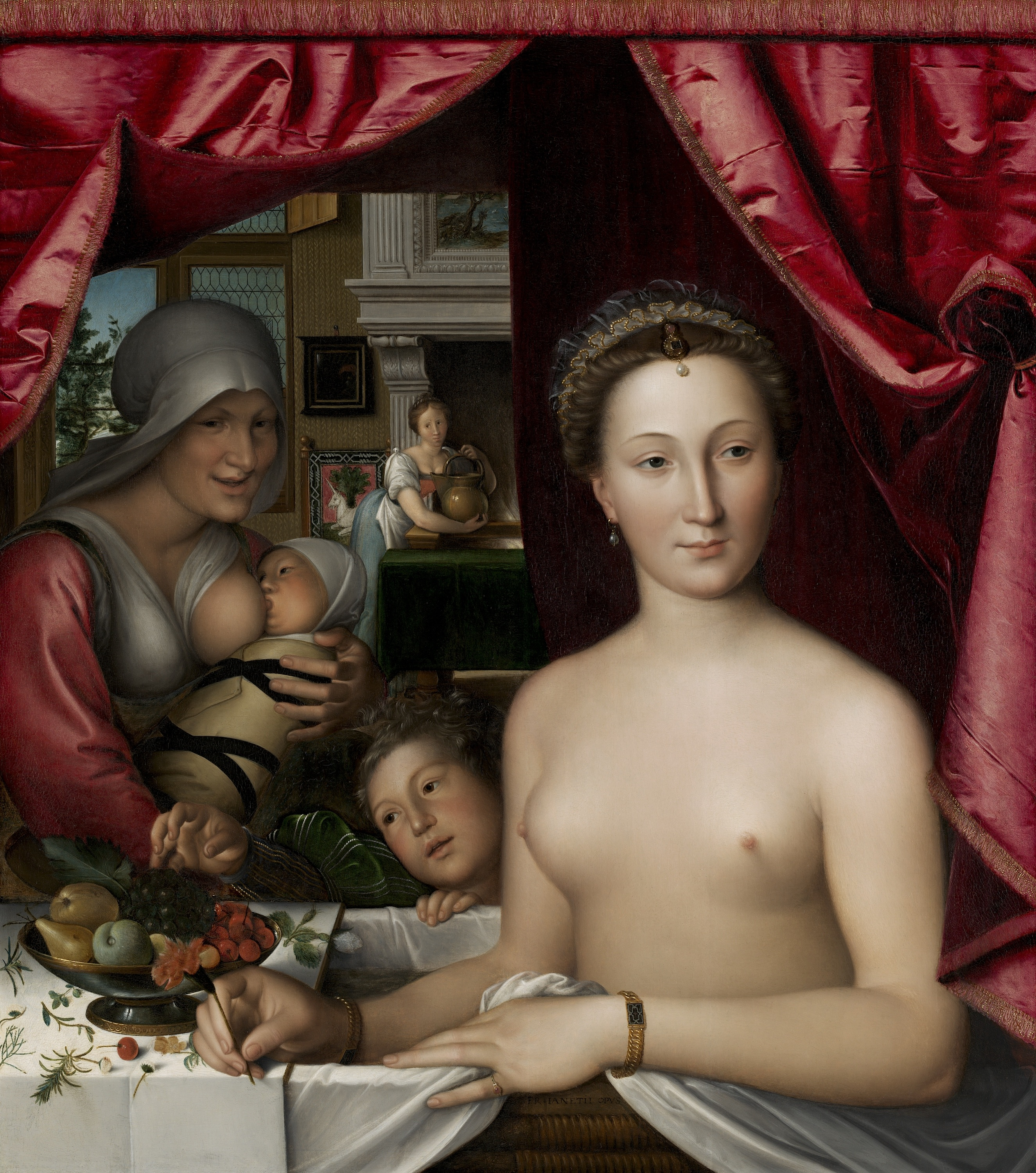
Худ. Франсуа Клуе. Діана де Пуатьє, 1571 р., Вашингтон.